# Spheciospongia vesparium
Espèce
Synonymes
- Spheciospongia othella

L'Éponge tête-de-bois (Spheciospongia vesparium) est une éponge qui s'avère très toxique pour la plupart des spongivores.
Elles sont néanmoins consommées par les tortues imbriquées.